# Olimpiada szachowa 1930
3. Olimpiada szachowa rozegrana została w Hamburgu w dniach 13–27 lipca 1930 roku.
Na starcie stanęło 18 drużyn i 88 uczestników. Mecze odbywały się na 4 szachownicach. Zawody rozegrano systemem kołowym na dystansie 17 rund. W każdym zespole mogło wystąpić 5 zawodników, którzy nie byli na stałe przypisani do konkretnych szachownic, tzn. w każdym meczu skład mógł być dowolnie przestawiany. 
Medale zdobyli reprezentanci Polski (złote), Węgier (srebrne) oraz Niemiec (brązowe).

## Wyniki końcowe
| Miejsce | Kraj              | Punkty |
| ------- | ----------------- | ------ |
| 1       | Polska            | 48½    |
| 2       | Węgry             | 47     |
| 3       | Rzesza Niemiecka  | 44½    |
| 4       | Austria           | 43½    |
| 5       | Czechosłowacja    | 42½    |
| 6       | Stany Zjednoczone | 41½    |
| 7       | Holandia          | 41     |
| 8       | Anglia            | 40½    |
| 9       | Szwecja           | 40     |
| 10      | Łotwa             | 35     |
| 11      | Dania             | 31     |
| 12      | Francja           | 28½    |
| 13      | Rumunia           | 28½    |
| 14      | Litwa             | 22½    |
| 15      | Islandia          | 22     |
| 16      | Hiszpania         | 21½    |
| 17      | Finlandia         | 18     |
| 18      | Norwegia          | 16     |

## Medaliści drużynowi
| Szach.         | Zawodnicy           | Punkty | Partie | Procent |
| -------------- | ------------------- | ------ | ------ | ------- |
| Medale złote   |                     |        |        |         |
|                | Akiba Rubinstein    | 15     | 17     | 88,2    |
|                | Ksawery Tartakower  | 12     | 16     | 75      |
|                | Dawid Przepiórka    | 9      | 13     | 69,2    |
|                | Kazimierz Makarczyk | 7½     | 13     | 57,7    |
|                | Paulin Frydman      | 5      | 9      | 55,6    |
| Medale srebrne |                     |        |        |         |
|                | Géza Maróczy        | 8      | 12     | 66,7    |
|                | Sándor Takács       | 8½     | 14     | 60,7    |
|                | Árpád Vajda         | 9      | 14     | 64,3    |
|                | Kornél Havasi       | 12     | 14     | 85,7    |
|                | Endre Steiner       | 9½     | 14     | 67,9    |
| Medale brązowe |                     |        |        |         |
|                | Carl Ahues          | 7½     | 14     | 53,6    |
|                | Friedrich Sämisch   | 9½     | 14     | 67,9    |
|                | Carl Carls          | 9½     | 14     | 67,9    |
|                | Kurt Richter        | 7½     | 12     | 62,5    |
|                | Heinrich Wagner     | 10½    | 14     | 75      |

## Najlepsze wyniki indywidualne
Nagrodzono trzech najlepszych zawodników, za kryterium przyjmując liczbę zdobytych punktów.
| Miejsce | Zawodnicy          | Punkty | Partie | Procent |
| ------- | ------------------ | ------ | ------ | ------- |
| 1       | Akiba Rubinstein   | 15     | 17     | 88,2    |
| 2       | Salomon Flohr      | 14½    | 17     | 85,3    |
| 3       | Isaac Kashdan      | 14     | 17     | 82,4    |
| 4       | Frank Marshall     | 12½    | 17     | 73,5    |
| 5       | Kornél Havasi      | 12     | 14     | 85,7    |
| 5       | Ksawery Tartakower | 12     | 16     | 75,0    |
| 5       | Erik Lundin        | 12     | 17     | 70,6    |